# Lousewies van der Laan
Louse Wies Sija Anne Lilly Berthe (Lousewies) van der Laan (ur. 18 lutego 1966 w Rotterdamie) – holenderska polityk, urzędnik, deputowana do Parlamentu Europejskiego (1999–2003), posłanka krajowa.

## Życiorys
Ukończyła szkołę średnią German School w Waszyngtonie, uzyskała licencjat w Armand Hammer United World College of the American West w Montezumie w Nowym Meksyku. Później studiowała na Uniwersytecie w Lejdzie, w 1990 została absolwentką prawa międzynarodowego i europejskiego. Odbyła staż w organizacji Greenpeace w Brukseli, następnie w biurze komisarza Fransa Andriessena. Od 1991 do 1994 była urzędnikiem Komisji Europejskiej zatrudnionym przy programie TACIS, następnie pracowała jako specjalista ds. środowiska w Europejskim Banku Odbudowy i Rozwoju w Londynie. Była później pracownikiem gabinetu komisarza Hansa van den Broeka i od 1997 jego rzecznikiem prasowym.
W wyborach w 1999 z ramienia Demokratów 66 uzyskała mandat posłanki do Parlamentu Europejskiego V kadencji. Należała do grupy liberalnej, była wiceprzewodniczącą Komisji ds. Kontroli Budżetu oraz następnie wiceprzewodniczącą Komisji Wolności i Praw Obywatelskich, Sprawiedliwości i Spraw Wewnętrznych.
Zrezygnowała z zasiadania w PE w 2003 w związku z wyborem do Tweede Kamer, niższej izby Stanów Generalnych. W 2006 przez kilka miesięcy przewodniczyła frakcji D66, w tym samym roku nie ubiegała się o poselską reelekcję. Przez kilka lat zajmowała się działalnością doradczą. W 2009 została dyrektorem gabinetu prezydium Międzynarodowego Trybunału Karnego w Hadze.